# William McMichael Shepherd
William McMichael „Bill“ Shepherd (* 26. Juli 1949 in Oak Ridge, Tennessee, USA) ist ein ehemaliger US-amerikanischer Astronaut. Er war Kommandant der ersten ISS-Besatzung.
Shepherd absolvierte 1971 die United States Naval Academy und erhielt einen Bachelor in Luft- und Raumfahrttechnik. Anschließend schlug er eine militärische Laufbahn bei den Navy Seals ein. 1978 erhielt er einen Master im Fach Maschinenbau und einen Abschluss in Meerestechnik vom MIT. 

## Astronautentätigkeit
Shepherd wurde 1984 mit der 10. Gruppe von der NASA als Astronaut ausgewählt. Schon 1986 erwies sich der NASA seine Ausbildung bei den Navy Seals als unerwartet nützlich, als er bei den Bergungsmissionen der explodierten Challenger-Raumfähre eingesetzt wurde. 
Mit der Raumfähre Atlantis startete Shepherd als Missionsspezialist am 2. Dezember 1988 zur Mission STS-27. Hauptziel dieser Mission war das Aussetzen des militärischen Aufklärungssatelliten Lacrosse 1.
Am 6. Oktober 1990 startete er mit der Raumfähre Discovery zur Mission STS-41. Während dieser Mission wurde die bis dahin schwerste Nutzlast, die Raumsonde Ulysses, ausgesetzt. Ulysses ist ein Gemeinschaftsprojekt der NASA und der ESA zur Erforschung der Sonne.
Mit der Raumfähre Columbia startete Shepherd am 22. Oktober 1992 zur Mission STS-52. Wichtigstes Ziel dieser Mission war das Aussetzen des italienisch-amerikanischen Geodäsie-Satelliten LAGEOS 2. 
1993 ging Shepherd für knapp drei Jahre ins NASA-Hauptquartier als technischer Berater für die Internationale Raumstation (ISS). Am 31. Oktober 2000 startete er an Bord des Flugs Sojus TM-31 zusammen mit den russischen Kosmonauten Gidsenko und Krikaljow zur ISS. Dort war er Kommandant der ersten Langzeitbesatzung, deren Hauptaufgabe in der Aktivierung der wichtigsten Systeme der Raumstation bestand. Außerdem wurden neue Apparaturen eingebaut, Fehler beseitigt und erste wissenschaftliche Arbeiten ausgeführt. Nach über 140 Tagen auf der ISS kehrte er schließlich am 21. März 2001 mit der Raumfähre Discovery (STS-102) zur Erde zurück.

## Nach der NASA
Shepherd verließ im Sommer 2002 die US-Raumfahrtbehörde und wurde im Jahr darauf mit der Congressional Space Medal of Honor ausgezeichnet. Er ist mit der Texanerin Beth Stringham verheiratet, die bei der NASA als Physiotherapeutin arbeitete.